# 岡山市立平島小学校
岡山市立平島小学校（おかやましりつ ひらじましょうがっこう）は、岡山県岡山市東区東平島にある公立小学校。岡山市立上道中学校の学区に含まれる。コメディアンの藤原史織（旧芸名ブルゾンちえみ）やプロゴルファー渋野日向子の出身校であることで知られる。
岡山市の北東部に位置し、西には砂川、東には秋芳川が流れる。企業の進出や団地の形成により児童数は増加していたが、1985年頃から減少傾向にあり、2020年度の在校生は各学年40人前後である。1999年から2002年までは中華人民共和国の松柏小学校と毎年交流があり、1年ごとに交代する形でそれぞれの生徒が互いの学校を訪問していた。

## 教育基本計画
岡山市が目指す子ども像である「自立する子ども」と上道中学校区の地域協働学校共通テーマ「一人一人の生きる力を養い、自立する子どもの育成」に合わせ、「笑顔いっぱい、勉強いっぱい、元気いっぱいの学校」を目指している。学校教育目標には「豊かな心を持ち、自ら考えて、たくましく生きる児童の育成」が掲げられている。

## 沿革
学校案内に基づく。
- 1892年9月1日[4] - 平島尋常小学校創立。
- 1893年 - 現在の所在地に移転。
- 1941年 - 平島国民学校に改称。
- 1947年 - 平島村立平島小学校に改称。
- 1953年 - 上道町立平島小学校に改称。
- 1965年 - 給食調理場を建設。
- 1971年 - 岡山市立平島小学校に改称。
- 1978年 - 新校舎完成。
- 1974年 - 敷地の拡張、プールの新設。
- 1987年 - 旧校舎を撤去する。
- 1989年 - 校舎増築、および校庭の整備と遊具の完成。
- 1992年 - 創立100周年記念式典が行われる。飼育小屋の完成。
- 1999年 - 中国南昌市松柏小学校との交流事業が始まる。
- 2003年 - 「教育の情報化」実践モデル校に指定される。

## 豪雨災害
2018年7月7日未明には平成30年7月豪雨により砂川の堤防が決壊を起こし、平島学区が広く浸水する事態となった。平島小学校は避難場所に指定されていたが、校庭に駐車された乗用車は水に浸り、体育館は10センチメートル程度床上浸水し、避難していた6名の地域住民は校舎2階への非難を余儀なくされた。これを受けた岡山市はハザードマップの見直しを表明した。約8割の生徒の自宅も被災したが、学校運営を再開できないほどの深刻な被害はなく、翌年4月には始業式の挙行が報じられた。
水害から1年と1ヶ月後の8月17日には、写真家国末和美による写真展『西日本豪雨からの復興と絆』が『第10回平島振興まつり わっしょい平島・16』に合わせて平島小学校で開催された。この祭りは例年平島小学校で開催されていたが、2018年は中止されたため2年ぶりの開催となった。

## 通学区域が隣接している学校
- 岡山市立御休小学校
- 岡山市立角山小学校
- 岡山市立浮田小学校
- 岡山市立江西小学校

## 出身者
- 藤原史織（お笑いタレント）
- 渋野日向子（プロゴルフ選手）、2019年全英女子オープンゴルフ優勝者